# Kontaktjonglage

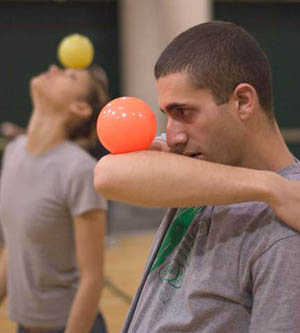
Kontaktjonglage mit einer Kugel

Kontaktjonglage ist eine Form der Objektmanipulation beziehungsweise Jonglage bei der überwiegend Körperkontakt mit dem jeweiligen Objekt besteht. Kontaktjonglage wird unter anderem mit Bällen, Ringen, Reifen, Keulen, Zigarrenkisten und Feuerstäben ausgeführt.
Von Kae Verens, dem Betreiber von contactjuggling.org, stammt der Satz: „Kontaktjonglage ist halb Tanz, halb Jonglieren, halb Pantomime, halb Magie…“ („Half dance, half juggling, half mime, half magic…“) welcher oft zur Beschreibung der Kontaktjonglage verwendet wird.

## Kontaktjonglage mit Bällen

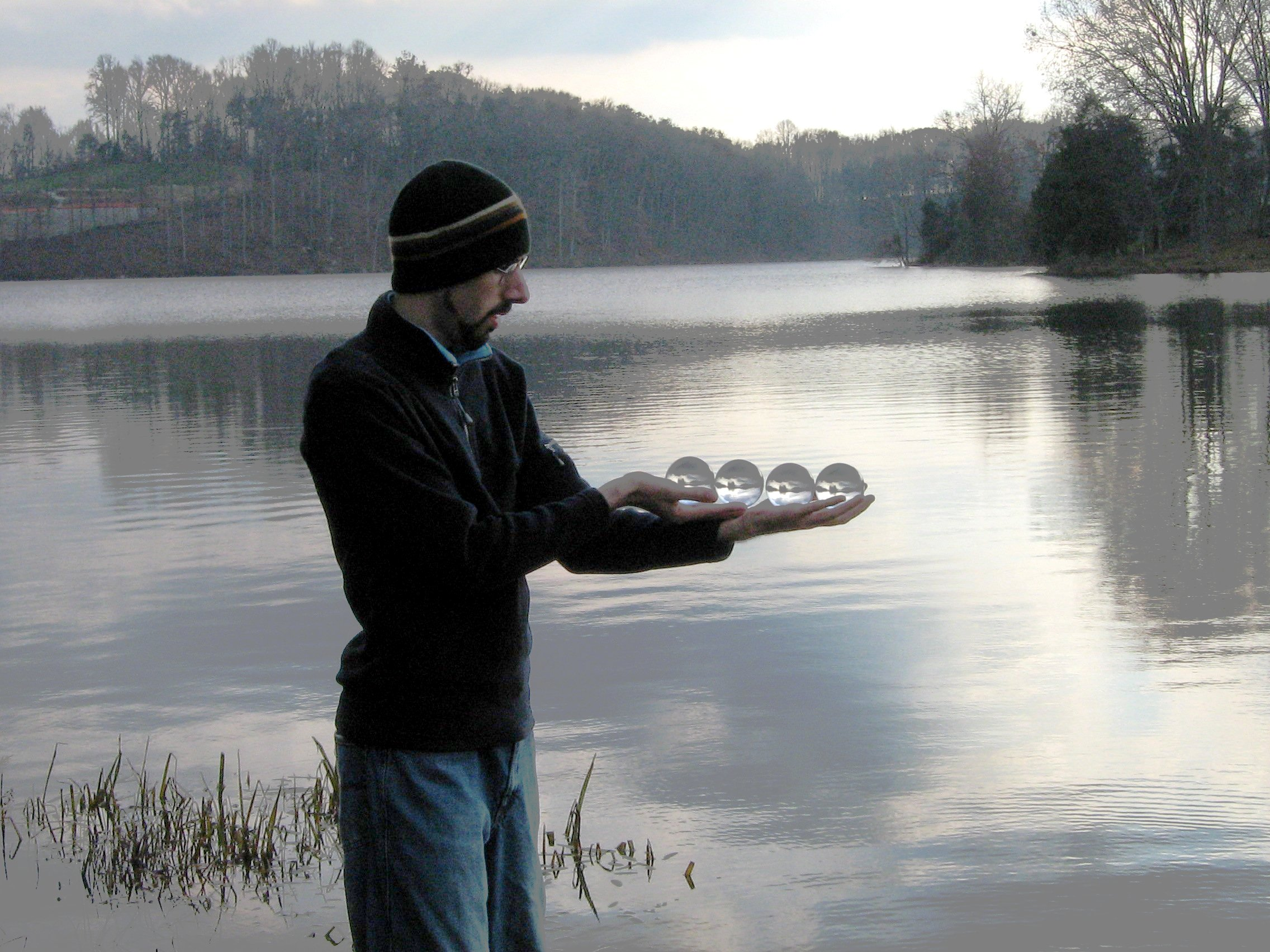
Kontaktjonglage mit vier Kugeln

Bei der Kontaktjonglage mit Bällen lässt der Kontaktjongleur entweder Bälle über den gesamten Körper oder über seine Handflächen rollen. Eine häufig verwandte Technik ist außerdem die Isolation. Hierbei bewegt sich der Kontaktjongleur so um einen einfarbigen oder durchsichtigen Ball, dass es aussieht, als ob der Ball an einer Stelle im Raum schwebt.
Die heutige Form der Kontaktjonglage wurde vor allem geprägt durch die von Michael Moschen entwickelten Techniken. Insbesondere benutzte er als erster Kristallkugeln zur Kontaktjonglage. Diese werden heute von vielen professionellen Kontaktjongleuren verwendet, wobei sie meist nicht aus Glas, sondern aus Acryl sind.
Es gibt sehr viele Techniken, die zur Kontaktjonglage mit Bällen gezählt werden. Beispielsweise der Schmetterling, bei dem ein Arm so geschwenkt wird, dass abwechselnd der Handrücken und die Handfläche nach oben zeigt, wobei der Ball vom Handrücken über die Fingerspitzen zur Handfläche und wieder zurück rollt. Eine weitere verbreitete Technik ist die rotierende Pyramide. Dabei kreisen drei Bälle auf der Handfläche und ein vierter liegt oben auf, so dass die vier Bälle eine Pyramide ergeben.

## Geschichte der Kontaktjonglage
Kontaktjonglage wurde insbesondere durch die Performance Light von Michael Moschen populär. Kurz nachdem 1991 das Video ‚Michael Moschen: In Motion‘ erschienen war, veröffentlichte James Ernest das englischsprachige Buch Contact Juggling welches letztlich den Namen „Kontaktjonglage“ prägte.
Die weltweit erste Kontaktjonglage-Convention fand 2001 in Florida statt und wurde durch den Kontaktjongleur The Ferret finanziert.